# Rote Mühle (Wriezen)

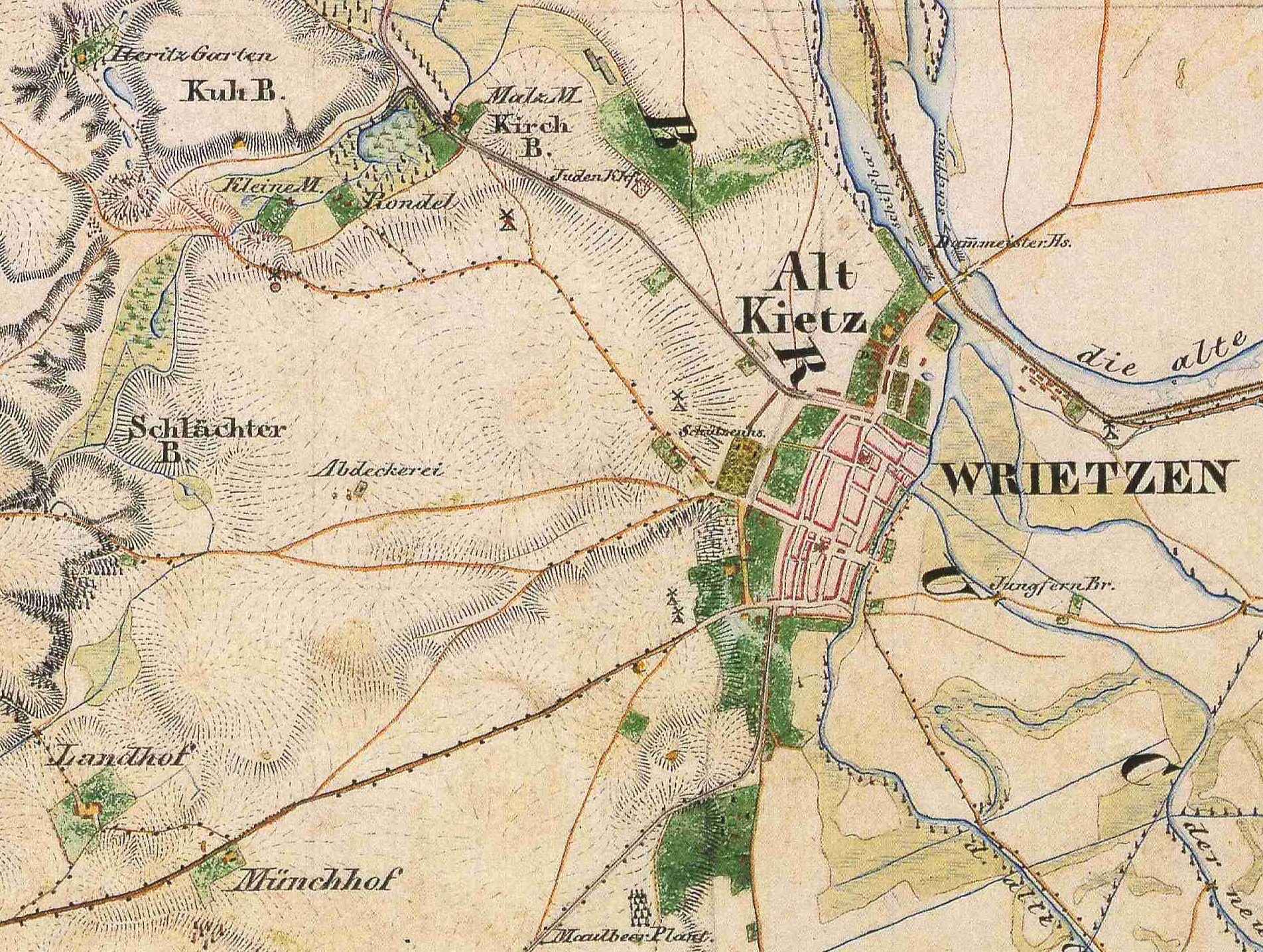
Stadt Wriezen mit Gemeindeteilen und Wohnplätzen. Die Rote Mühle ist durch das Windmühlensymbol über dem T von Wriezen markiert

Die Rote Mühle, älter auch Rothe Mühle war eine Windmühle und ein nach dieser Windmühle benannter Wohnplatz in der bis 1930 selbstständigen Gemeinde Altkietz, heute selber ein Wohnplatz in der Stadt Wriezen im Landkreis Märkisch-Oderland (Brandenburg). Die Windmühle wurde wohl 1766 aufgebaut und wurde am 8. Juli 1931 durch Brand zerstört.

## Lage
Die Rote Mühle lag ca. 650 Meter östlich vom Ortskern von Altkietz an der L 33 von Letschin nach Wriezen, nur etwas mehr als 100 Meter von der Güstebieser Alten Oder entfernt auf einem kleinen, aufgeschütteten Hügel in der Oderaue.

## Geschichte
Die Windmühle Rote Mühle ist sehr wahrscheinlich 1766 erbaut worden. Der namentlich nicht genannte Besitzer musste ab Trinitatis 1767 ein Wispel Roggen an das Amt Wriezen bezahlen, auf dessen Grund und Boden die Windmühle erbaut worden war. Sie soll ursprünglich einen roten Außenanstrich gehabt haben, daher der Name. 1769 ist der Windmüller Martin Stabow erstmals erwähnt. Damals hieß der Wohnplatz aber noch Neu-Kietz.
Am 30. September 1771 verkaufte Martin Stabow, Windmüller auf der Roten Mühle seine Windmühle für 900 Taler an Christoph Brauer. Wir dürfen in Martin Stabow wohl auch den Erbauer der Roten Mühle vermuten. Am 12. April 1791 verkaufte Christoph Brauer die Rote Mühle für 2000 Taler an Ludwig Schulze. Dieser verkaufte die Rote Mühle am 29. April 1802 um 3425 Taler an Michael Friedrich Müller. Müller musste die Windmühle 1816 jedoch mit deutlichem Verlust für 2979 Taler, 7 Groschen und 6 Pfennige an den Mühlenmeister Daniel Friedrich Maaß verkaufen. Das Ortschafts=Verzeichniß des Regierungs=Bezirks Potsdam nach der neuesten Kreiseintheilung vom Jahre 1817 erwähnt die Windmühle, allerdings ohne nähere Angaben, außer dass sie zum Amt Wriezen gehörte. 1818 wurde sie von Daniel Friedrich Maaß neu erbaut. 1824 wurde Daniel Friedrich Maaß zum Altmeister des Wriezener Mühlengewerks gewählt. 1833 legte er sein Amt nieder.
Ab 1824 gehörte die Rote Mühle dem Mühlenmeister Gottfried Ludwig Lüdecke, der sie für 2800 Taler von Maaß gekauft hatte. 1834 wurde die jährliche Abgabe von einem Wispel Roggen an das Amt Wriezen in eine Geldrente umgewandelt. August von Sellentin erwähnt die Rote Mühle 1841, gibt aber keine weiteren Informationen. 1856 bestand der kleine Wohnplatz aus einem Wohnhaus, in dem die Familie des Mühlenmeisters Lüdecke mit 7 Personen wohnte. Mühlenmeister Lüdecke sen. war 1857 Nebenältester der Wriezener Müllerinnung. Die Ortschafts-Statistik des Regierungs-Bezirks Potsdam mit der Stadt Berlin von 1861 (Stand: 1858) vermeldet für den Wohnplatz Rothe Mühle ein Wohnhaus, drei Wirtschaftsgebäude und sechs Einwohner. 1869 war die Mühle noch im Besitz eines Mitgliedes der Familie Lüdicke. 1871 bestand der Wohnplatz Windmühle Rothemühle aus einem Wohnhaus; sieben Personen wohnten dort.
1872 wurden in der Provinz Brandenburg die hoheitlichen Aufgaben der Domänenämter den Kreisen und neu gegründeten Amtsbezirken übertragen. Die meisten Ämter wurden aufgelöst, darunter auch das Rent- und Polizeiamt Wriezen-Freienwalde unter dessen Jurisdiktion die Rote Mühle stand. Altkietz mit seinem Wohnplatz Rote Mühle wurde dem Amtsbezirk 28 Alt-Wriezen des Kreises Oberbarnim zugeordnet. Zum Amtsvorsteher wurde Gutsbesitzer Moritz Kunze/Kuntze auf Eichwerder bestimmt.
Das Gemeindelexikon von 1888 (Stand: 1885) vermeldet im Müllerwohnhaus noch vier Einwohner, nach dem Gemeindelexikon von 1898 (Stand: 1895) sind es dann nur noch zwei Einwohner. Altkietz wurde zum 1. Mai 1930 in die Stadt Wriezen eingemeindet und ist seitdem ein Wohnplatz der Stadt Wriezen. Der Wohnplatz Rote Mühle ist in der Bebauung von Wriezen aufgegangen und wird nicht mehr als eigener Wohnplatz ausgewiesen.
Am 8. Juli 1931 wurde die Rote Mühle durch Brand völlig zerstört. Es war die letzte Windmühle auf dem Stadtgebiet von Wriezen.

## Müller und Mühlenmeister (Übersicht)
- (1769) bis 1771 Martin Stabow[1][3]
- ab 1771 bis 1791 Christian Brauer[3]
- ab 1791 bis 1802 Ludwig Schulze[3]
- 1802 bis 1816 Michael Friedrich Müller[3]
- ab 1816 bis 1824 Mühlenmeister Daniel Friedrich Maaß[18]
- 1824 bis ? Mühlenmeister Gottfried Ludwig Lüdeke[19][7][20][9][6]
- (1869) Lüdecke[11]